# Rezerwat przyrody Czarnówko
Rezerwat przyrody Czarnówko – leśny rezerwat przyrody położony na terenie gminy Gołdap w powiecie gołdapskim (województwo warmińsko-mazurskie).
Obszar chroniony utworzony został 8 kwietnia 2014 r. na podstawie Zarządzenia Nr 15 Regionalnego Dyrektora Ochrony Środowiska w Olsztynie z dnia 12 marca 2014 r. w sprawie uznania obszaru za rezerwat przyrody „Czarnówko” (Dz. Urz. Woj. Warm.-Maz. z 2014 r. poz. 1280).

## Położenie
Rezerwat obejmuje 32,15 ha powierzchni na terenie obrębu ewidencyjnego Galwiecie (działki ewidencyjne nr 3152, 3153, 3212) w Nadleśnictwie Gołdap (oddziały leśne 152 c, h, 153 b, g, i, j, k, l, m, n). Obszar chroniony położony jest w całości w obrębie obszaru Natura 2000 „Puszcza Romincka” PLH220095, a także na terenie Parku Krajobrazowego Puszczy Rominckiej. W odległości kilku kilometrów od niego położone są rezerwaty Mechacz Wielki, Boczki i Czerwona Struga, a ok. 1 km na północ położona jest granica polsko-rosyjska i miejscowość Czarnówko oraz opuszczona osada Czarnowo Średnie.

## Charakterystyka
Celem ochrony jest „zachowanie fragmentu borealnej świerczyny bagiennej Sphagno girgensohnii-Piceetum, boru sosnowego bagiennego Vaccinio uliginosi-Pinetum i torfowiska wysokiego Sphagnetum magellanici ze stanowiskami rzadkich i zagrożonych gatunków roślin, takich jak: manna litewska Glyceria lithuanica, turzyca skąpokwiatowa Carex pauciflora, turzyca szczupła Carex disperma, turzyca życicowa Carex loliacea, fiołek torfowy Viola epipsila, listera sercowata Listera cordata, widłak wroniec Huperzia selago”. Rezerwat obejmuje tereny torfowiska obecnie porośniętego lasem. Centralną część wypełnia torfowisko wysokie, zasilane wodami opadowymi, otaczają je torfowiska niskie, zasilane wodami podziemnymi.